# Doc Hollywood
Pour plus de détails, voir Fiche technique et Distribution.
Doc Hollywood est un film américain réalisé par Michael Caton-Jones sorti en 1991, tiré du livre What? Dead Again? de Neil Shulman (en), publié en 1979.

## Synopsis
Benjamin Stone a quitté sans gloire son poste de médecin urgentiste pour chercher réussite et prospérité sur la côte ouest des États-Unis où il vise un poste de chirurgien plasticien à Beverly Hills.
À la suite d'une sortie de route dans la petite ville de Grady en Caroline du Sud, sa voiture défonce la clôture du juge Evans (construite par les propres mains du juge) et se retrouve condamné par lui à exercer une peine d'intérêt général de 32 heures dans cette petite ville de campagne. Le voilà propulsé médecin rural et obligé de pointer comme un employé d'usine.
Petit à petit et malgré sa répugnance initiale, il se surprend à apprécier sa vie, faite de cas simples et émaillée de bons moments, surtout après avoir fait la connaissance de Lou, une charmante ambulancière et avocate en herbe (avec un joli accent du Sud), pour qui il se découvre une attirance d'abord apparemment  non réciproque.
Les jours passent et la fin de sa condamnation arrive ...

## Fiche technique
- Réalisation : Michael Caton-Jones
- Scénario : Jeffrey Price, Peter S. Seaman et Daniel Pyne d'après le livre de Neil B. Shulman, "What ? Dead again ?"
- Musique : Carter Burwell
- Production : Deborah D. Johnson, Marc Merson, Neil B. Shulman, Susan Solt
- Distribué par Warner Bros.
- Directeur artistique : Michael Chapman
(directeur de photographie)
- Langue : anglais

## Distribution
- Michael J. Fox (VF : Luq Hamet ; VQ : Daniel Lesourd) : Dr. Benjamin Stone
- Julie Warner (VF : Caroline Beaune ; VQ : Geneviève De Rocray) : Vialula / 'Lou'
- Woody Harrelson (VF : Emmanuel Jacomy ; VQ : Jean-Luc Montminy) : Hank Gordon
- David Ogden Stiers (VF : Jacques Frantz ; VQ : Vincent Davy) : Nick Nicholson
- Barnard Hughes (VF : Louis Arbessier ; VQ : Ronald France) : Dr. Aurelius Hogue
- Bridget Fonda (VF : Claire Guyot ; VQ : Élise Bertrand) : Nancy Lee Nicholson
- Frances Sternhagen (VF : Jacqueline Porel ; VQ : Élizabeth Chouvalidzé) : Lillian
- Eyde Byrde (VF : Michèle Bardollet) : Infirmière Packer
- Mel Winkler (VF : Med Hondo) : Melvin
- William Cowart (VF : Kris Bénard) : Lane
- Helen Martin (VF : Tamila Mesbah) : Maddie
- Roberts Blossom (VF : René Bériard ; VQ : Claude Préfontaine) : Juge Evans
- George Hamilton (VF : Patrick Floersheim ; VQ : Daniel Roussel) : Dr. Halberstrom
- Macon McCalman (VF : Roger Carel) : Aubrey Draper
- Jordan Lund (VF : Luc Florian) : John Crawford
- Tom Lacy : Shérif Cotton
- Time Winters (VF : Hervé Bellon) : Kyle Owens
- K.T. Vogt : Mary Owens
- Raye Birk (VF : Jean-François Kopf) : Simon Tidwell
- Amzie Strickland (VF : Régine Blaess) : Violet
- Robert Munns : Mortimer
- Douglas Brush (VF : Teddy Bilis) : McClory
- Barry Sobel : Dr. Tommy Shulman
- Amanda Junette Donatelli : Emma, la fille de Lou
- Kelly Jo Minter : Mulready